# カラス (曲)
「カラス」は、2005年4月6日に発売された湘南乃風3枚目のシングル。発売元はトイズファクトリー。

## 概要
- 前作から9ヶ月振りとなるシングル。今作から、A面曲とB面曲のインストゥルメンタル・バージョンが収録されるようになった。
- 彼らにとって、初のオリコンシングルチャートトップ10入りを果たしたシングルである。
- 発売日の4月6日は、メンバーの若旦那の誕生日だった。
- CDジャケットは「応援歌/風」と同様、漫画家の髙橋ヒロシの描き下ろしとなっている。
- 「カラス」のPVと2004年11月2日に行われた『風伝説〜湘南与太郎音頭 TOUR 2004〜』の渋谷CLUB QUATTRO公演でのライブ映像を収録したエンハンスドCD仕様。
- この曲でテレビ朝日系列「ミュージックステーション」に初出演を果たしている。

## 収録曲
1. カラス
（作詞・作曲・編曲:湘南乃風）
曲中のセリフは俳優の真木蔵人が担当している。
2. 2005年4月6日、大日本警告 J.P.Nへの意義主張
（作詞:湘南乃風 / 作曲:S.MAKI / 編曲:湘南乃風）
キエるマキュウのメンバー、MAKI THE MAGICが作曲を担当した楽曲。
3. Rockin'Wild〜10-FEET REMIX〜
（作詞:湘南乃風 / 作曲:湘南乃風、KAI / 編曲:10-FEET）
10-FEETによるリミックス。
4. カラス〜Instrumental〜
5. 2005年4月6日、大日本警告 J.P.Nへの意義主張〜Instrumental〜